# Willie Haines
Wyndham William Pretoria Haines, plus connu sous le nom de Willie Haines (né le 14 juillet 1900 à Warminster dans le Wiltshire et mort le 5 novembre 1974 à Frome dans le Somerset), est un joueur de football anglais qui évoluait au poste d'attaquant.

## Palmarès
Portsmouth
- Championnat d'Angleterre D2 :
  - Vice-champion : 1927-28.

- Championnat d'Angleterre D3 (1) :
  - Champion : 1923-24 (Sud).
  - Meilleur buteur : 1923-24 (28 buts).